# Estelle Harris

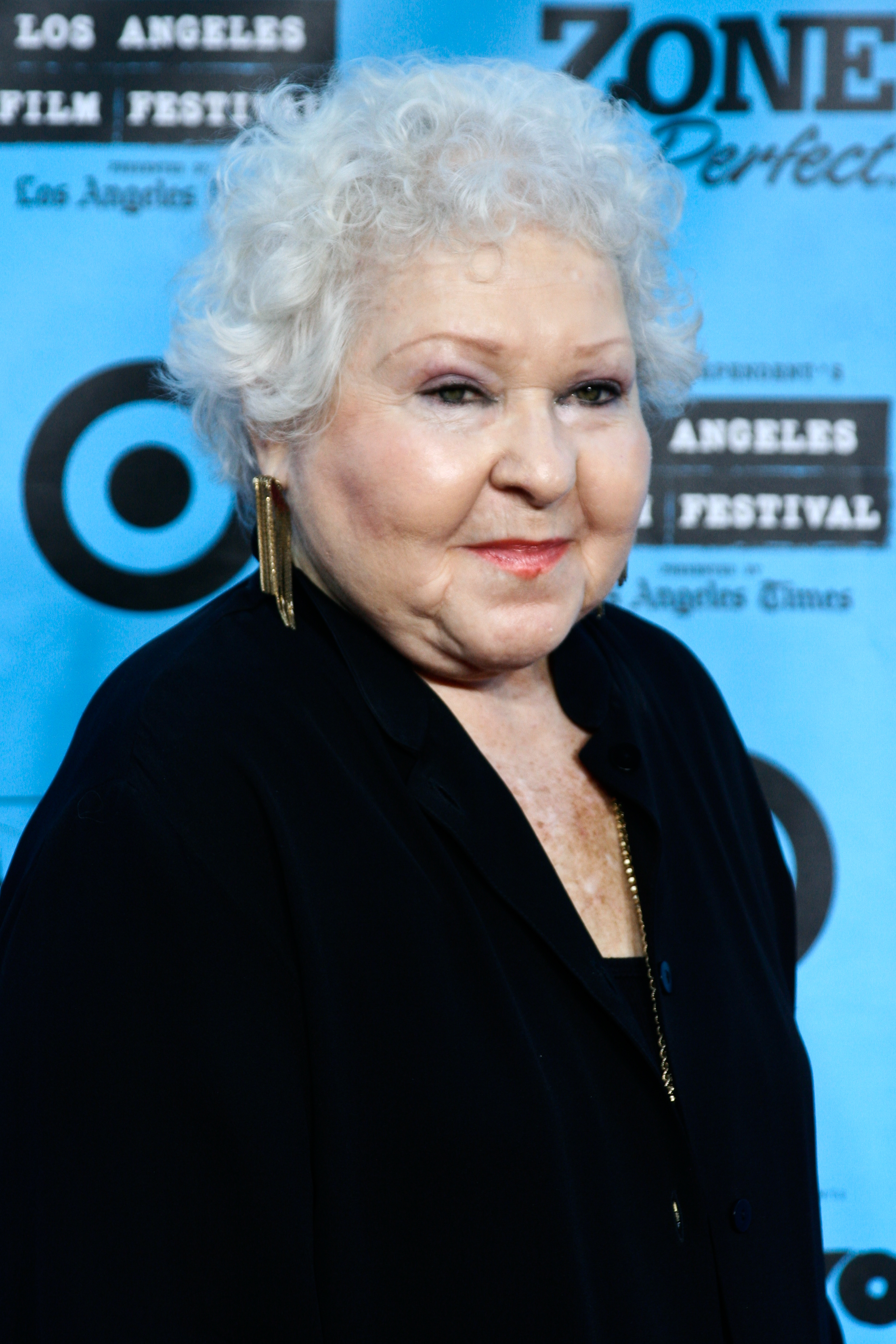
Estelle Harris (2009)

Estelle Harris (als Estelle Nussbaum; * 4. April 1928 in New York City, New York; † 2. April 2022 in Palm Desert, Kalifornien) war eine US-amerikanische Schauspielerin, Synchronsprecherin und Komikerin.

## Leben und Karriere
Estelle Harris wurde 1928 in New York City geboren. Ihre Eltern waren Anna und Isaac Nussbaum, aus Polen eingewanderte Juden, die einen Süßigkeitenladen besaßen.
Harris spielte zunächst hauptsächlich Theater und wirkte in Fernseh-Werbespots mit. Erst im Jahr 1977 hatte die damals fast 50-jährige Harris ihr Filmdebüt in dem jüdischen Familienfilm Kopf hoch, anschließend übernahm sie einige kleinere Kinorollen und viele Gastauftritte im US-Fernsehen. In den 1990er-Jahren wurde sie durch ihre wiederkehrende Nebenrolle als Estelle Costanza, George Costanzas nörglerische Mutter und Ehefrau des von Jerry Stiller gespielten Frank Costanza, in 27 Folgen der Sitcom Seinfeld bekannt. In der Disney-Sitcom Hotel Zack & Cody übernahm sie zwischen 2005 und 2008 die Rolle der faulen Hotelputzfrau Muriel.
Ihre Stimme lieh Harris der Mrs. Potato Head (deutsche Fassung: Charlotte Naseweis) in den Animationsfilmen Toy Story 2, Toy Story 3 und Toy Story 4. Harris synchronisierte außerdem Figuren wie das verzauberte Schwert Lula in Barbaren-Dave, Mama Lipsky in Kim Possible, Thelma in Die Prouds, die alte Bärin in Bärenbrüder (2003), Audrey das Hühnchen im Zeichentrickfilm Die Kühe sind los (2004) und die Mutter des Todes in Family Guy.
Von 1954 bis zu dessen Tod im Januar 2021 war sie mit ihrem Schauspielkollegen Sy Harris verheiratet. Aus der Ehe gingen drei Kinder hervor. Harris starb im April 2022, zwei Tage vor ihrem 94. Geburtstag.

## Filmografie (Auswahl)
- 1977: Kopf hoch (Looking Up)
- 1977: Summerdog
- 1984: Es war einmal in Amerika (Once Upon a Time in America)
- 1985–1986: Harrys wundersames Strafgericht (Night Court, Fernsehserie, drei Folgen)
- 1987: Eine schrecklich nette Familie (Married with Children, Fernsehserie, eine Folge)
- 1988: Stand and Deliver
- 1990: Mathnet (Fernsehserie, eine Folge)
- 1991: Brooklyn Bridge (Fernsehserie, eine Folge)
- 1992: Showtime – Hilfe, meine Mama ist ein Star (This Is My Life)
- 1992: Law & Order (Fernsehserie, eine Folge)
- 1992: Verrückt nach dir (Mad About You, Fernsehserie, eine Folge)
- 1992–1998: Seinfeld (Fernsehserie, 27 Folgen)
- 1993: Good Advice – Guter Rat ist teuer (Good Advice, Fernsehserie, sechs Folgen)
- 1995: Chicago Hope – Endstation Hoffnung (Chicago Hope, Fernsehserie, eine Folge)
- 1995: Das perfekte Alibi (Perfect Alibi)
- 1995: Aladdin (Fernsehserie, eine Folge, Stimme)
- 1995: Abenteuer mit Timon und Pumbaa (Timon & Pumbaa, Fernsehserie, eine Folge, Stimme)
- 1995: Ein schrecklich nettes Haus (In the House, Fernsehserie, eine Folge)
- 1996: Downhill Willie – Der Schrecken der Piste (Downhill Willie)
- 1996: Der Tick (The Tick, Fernsehserie, eine Folge, Stimme)
- 1996: Star Trek: Raumschiff Voyager (Star Trek: Voyager, Fernsehserie, eine Folge)
- 1997: Moesha (Fernsehserie, eine Folge)
- 1997: Living Single (Fernsehserie, eine Folge)
- 1997: Cybill (Fernsehserie, eine Folge)
- 1997: Tango gefällig? (Out to Sea)
- 1998: Der Chaotenboss (Chairman of the Board)
- 1998: Immer noch ein seltsames Paar (The Odd Couple II)
- 1998: My Giant – Zwei auf großem Fuß (My Giant)
- 1998: Addams Family – Und die lieben Verwandten (Addams Family Reunion, Fernsehfilm)
- 1998: Hercules (Hercules: The Legendary Journeys, Fernsehserie, eine Folge)
- 1998: Expedition der Stachelbeeren (The Wild Thornberrys, Fernsehserie, eine Folge, Stimme)
- 1999: Queer Duck (Fernsehserie, Stimme)
- 1999: Get The Dog – Verrückt nach Liebe (Lost & Found)
- 1999: Sunset Beach (Fernsehserie, zwei Folgen)
- 1999: Die Parkers (The Parkers, Fernsehserie, eine Folge)
- 1999: Toy Story 2 (Stimme)
- 1999–2000: Neue Micky Maus Geschichten (Mickey Mouse Works, Fernsehserie, vier Folgen, Stimme)
- 2000: Playing Mona Lisa
- 2000: What’s Cooking?
- 2000: Auf der Woge des Erfolgs (Dancing in September)
- 2000: Providence (Fernsehserie, eine Folge)
- 2001: Sabrina – Total Verhext! (Sabrina, the Teenage Witch, Fernsehserie, eine Folge)
- 2001: Family Guy (Fernsehserie, eine Folge, Stimme)
- 2005–2006, 2008: Hotel Zack & Cody (The Suite Life of Zack & Cody, Fernsehserie, 13 Folgen)
- 2007: iCarly (Fernsehserie, Staffel 1 Folge 7)
- 2009: American Dad (American Dad!, Fernsehserie, eine Folge, Stimme)
- 2009: Lass es, Larry! (Curb Your Enthusiasm, Fernsehserie, eine Folge)
- 2010: Toy Story 3 (Stimme)
- 2010: Movin’ In
- 2012: Partysaurus Rex (Stimme)
- 2015: Promoted
- 2019: A Toy Story: Alles hört auf kein Kommando (Toy Story 4, Stimme)